# Carl-Axel Trolle (1934–1997)
Carl-Axel Eric Eriksson (E:son) Trolle, född 18 mars 1934 i Lunds domkyrkoförsamling, Malmöhus län, död 27 april 1997 i Fulltofta församling, Skåne län, var en svensk lantmästare.

## Biografi
Trolle var son till kammarherren Erik Trolle och grevinnan Elsa Margareta Wachtmeister af Johannishus. Han avlade studentexamen vid Lundsbergs skola 1953, reservofficersexamen 1956 och lantmästarexamen i Alnarp 1960. Han blev löjtnant i flygvapnets reserv 1959. Trolle var assistent till lantbrukschefen vid Stora Kopparbergs Bergslags AB 1961 och inspektör vid Svenska Sockerfabriks AB:s jordbrukstekniska forskningsinstitut från 1962.
Trolle övertog Fulltofta gård 1967 när föräldrarna flyttade till Italien. Han sålde gården till Stiftelsen för fritidsområden i Skåne 1971, men hade arrende på marken till 1992.
Han var även från 1981 lärare vid Hvilans lantbruksskola, från 1984 lärare i hästskötsel vid Stiftelsen Sveriges avels- och hästsportcentrum i Flyinge och från 1989 studierektor vid gymnasieskolan i Flyinge.
Familjen Trolle hade länge varit engagerad i Frosta sparbank och han var huvudman i banken 1968–1992. Efter fusion blev denna bank Färs och Frosta sparbank, där Trolle var vice ordförande och styrelsens ordförande. Trolle var ordförande i Frosta härads hembygdsförening från 1989 fram till sin död 1997.
Trolle var gift 1962–1970 med Ingrid Nilsson (född 1931) och från 1970 med Margareta Sjögle (född 1937). Döttrar i första giftet var Wiveka (född 1964) och Anna (född 1968) och i andra giftet Elsa (gift Önnerfors, född 1971) och Ebba (född 1974). Trolle avled i april 1997 och gravsattes på Fulltofta kyrkogård.